# Chi Sinh diệp
Biophytum là một chi có khoảng 50-80 loài cây thân thảo hay cây bụi một năm và lâu năm thuộc họ Oxalidaceae. Các loài này có ở các vùng nhiệt đới và cận nhiệt đới khắp thế giới.

## Mô tả
Cây bụi một năm mọc thẳng hoặc cây bụi lùn có cành đơn hay rẽ đôi thường là kiểu gốc ghép. Cuống lá phồng ở sát gốc. Lá lông chim kép chẵn (với 2 lá chét ở đỉnh) mọc thành chùm lá ở cuối thân cây hay cành, với các lá kèm hình chỉ có tơ cứng. Cá lá chét mọc đối, không cuống, phiến lá chét có đỉnh thuôn tròn kèm vấu nhọn, riêng phiến lá chét ở đỉnh suy giảm thành râu. Cụm hoa ở tận cùng thường có cuống, dạng tán, lá bắc kiểu giả tán, vòi nhụy đồng hình hay cặp đôi dị hình hoặc cặp ba dị hình. Lá đài nhẵn nhụi bên trong, rời nhiều hay ít, hình mũi mác, bền ở quả, đỉnh nhọn. Cánh hoa vặn, nhẵn nhụi, dính liền phía trên vuốt, màu vàng đến trắng, hiếm khi màu tía. Bầu nhụy gần tròn. Quả nang hình trứng tới thuôn dài, nứt kiểu chẻ vách ngăn tới đáy, tạo thành hình ngôi sao 5 cánh. Hạt 1-6 mỗi ngăn, màu nâu, thường có mấu, áo hạt màu trắng, mỏng, khi thuần thục hai mảnh vỏ và phóng ra.

## Các loài
Plants of the World Online liệt kê 78 loài:
- Biophytum abyssinicum – Steud. ex A.Rich.
- Biophytum adiantoides – Wight ex Edgew. & Hook.f.: Sinh diệp ráng.
- Biophytum aeschynomenifolia – Guillaumin
- Biophytum albizzioides – Guillaumin
- Biophytum amazonicum – R.Knuth
- Biophytum antioquiense – Knuth
- Biophytum bolivianum – R.Knuth
- Biophytum boussingaultii – Klotzsch ex R.Knuth
- Biophytum calophyllum – Guillaumin
- Biophytum cardonaei – Pittier
- Biophytum castum – R.Knuth
- Biophytum chocoense – Knuth
- Biophytum columbianum – Knuth
- Biophytum commersonii – Guillaumin
- Biophytum congestiflorum – Govind.
- Biophytum cowanii – T.Wendt
- Biophytum crassipes – Engl.
- Biophytum dendroides – DC.
- Biophytum dormiens – Knuth
- Biophytum falcifolium – Lourteig
- Biophytum forsythii – R.Knuth
- Biophytum foxii – Sprague
- Biophytum fruticosum – Blume: Sinh diệp bụi.
  - Biophytum fruticosum var. papuanum – Veldkamp
- Biophytum globuliflorum – R.Knuth
- Biophytum gracile – R.Knuth
- Biophytum heinrichsae – R.Knuth
- Biophytum helenae – Buscal. & Muschl.
- Biophytum hermanni – Veldkamp
- Biophytum hildebrandtii – Guillaumin
- Biophytum huilense – Killip & Cuatrec.
- Biophytum insigne – Gamble
- Biophytum intermedium – Wight
- Biophytum jessenii – Knuth
- Biophytum juninense – R.Knuth
- Biophytum kassneri – R.Knuth
- Biophytum kayae – Aymard & P.E.Berry
- Biophytum latifolium – Durán-Esp. & Lorea-Hern.
- Biophytum lindsaeifolium – Knuth
- Biophytum longibracteatum – Tadulingam & Cheriyan Jacob
- Biophytum longipedunculatum – Govind.
- Biophytum lourteigiae – Aymard & P.E.Berry
- Biophytum luetzelburgii – Suess.
- Biophytum macrorrhizum – R.E.Fr.
- Biophytum madurense – R.Knuth
- Biophytum mapirense – R.Knuth
- Biophytum microphyllum – Veldkamp
- Biophytum mimosella – (Baill.) Guillaumin
- Biophytum molle – Guillaumin
- Biophytum mucronatum – Lourteig
- Biophytum mutisii – R.Knuth
- Biophytum myriophyllum – R.Knuth
- Biophytum nervifolium – Thwaites
- Biophytum nudum – Edgew. & Hook.f.
- Biophytum nyikense – Exell
- Biophytum ottohuberi – Aymard & P.E.Berry
- Biophytum panamense – Lourteig
- Biophytum permultijugum – Suess.
- Biophytum perrieri – Guillaumin
- Biophytum peruvianum – R.Knuth
- Biophytum polyphyllum – Munro
- Biophytum proliferum – Edgew. & Hook.f.
- Biophytum puliyangudiense – Rajakumar, Selvak., S.Murug. & Chellap.
- Biophytum reinwardtii – (Zucc.) Klotzsch
- Biophytum renifolium – Delhaye.
- Biophytum richardsae – Exell
- Biophytum santanderense – R.Knuth
- Biophytum sensitivum – (L.) DC.: Chua me lá me, sinh diệp mắc cỡ, mắc cỡ tàu dù, ta lang.
- Biophytum somnians – G.Don
- Biophytum soukupii – Lourteig
- Biophytum talbotii – R.Knuth
- Biophytum tessmannii – R.Knuth
- Biophytum thorelianum – Guillaumin: Sinh diệp Thorel.
- Biophytum turianiense – Kabuye
- Biophytum umbraculum – Welw.: Sinh diệp lá cong.
- Biophytum uzungwaensis – Frim.-Moll.
- Biophytum veldkampii – A.E.S.Khan, E.S.S.Kumar, S.Binu & Pushp.
- Biophytum zenkeri – Guillaumin
- Biophytum zunigae – C.Nelson

## Sử dụng
Loài Biophytum sensitivum hàng năm là một cây thuốc truyền thống ở Nepal. Biophytum petersianum (đồng nghĩa Biophytum umbraculum) là một cây thuốc tại Mali.

## Hình ảnh

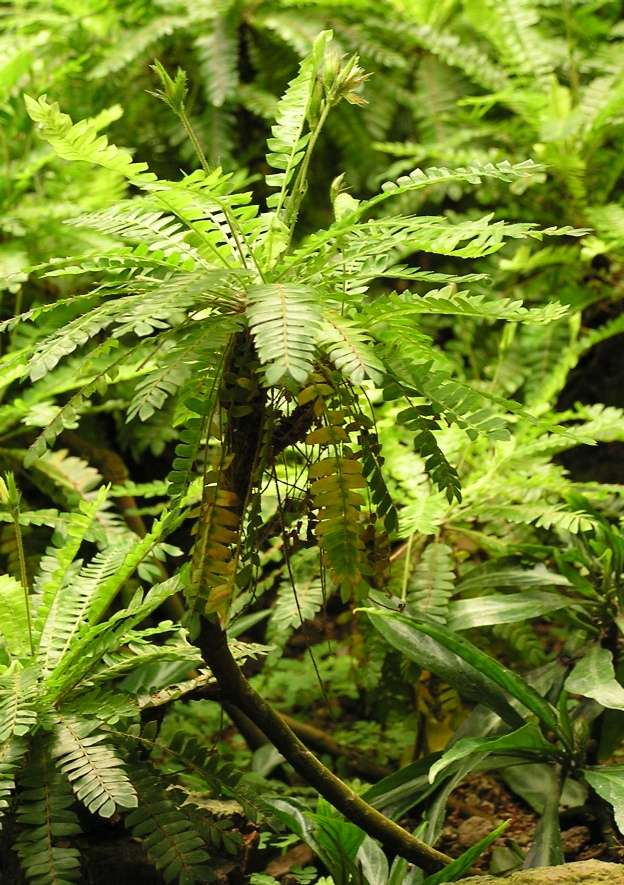
Biophytum dendroides
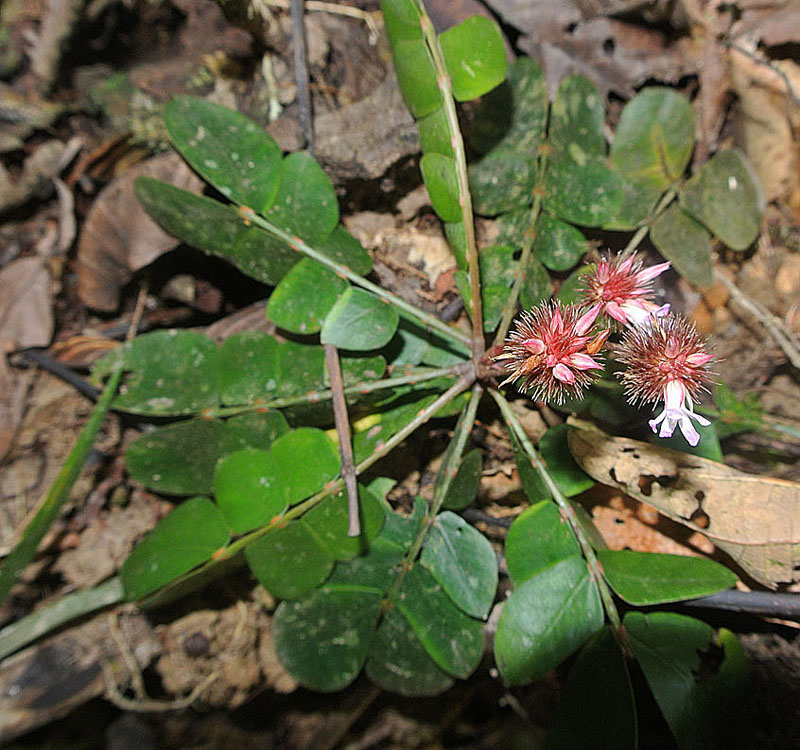
Biophytum somnians
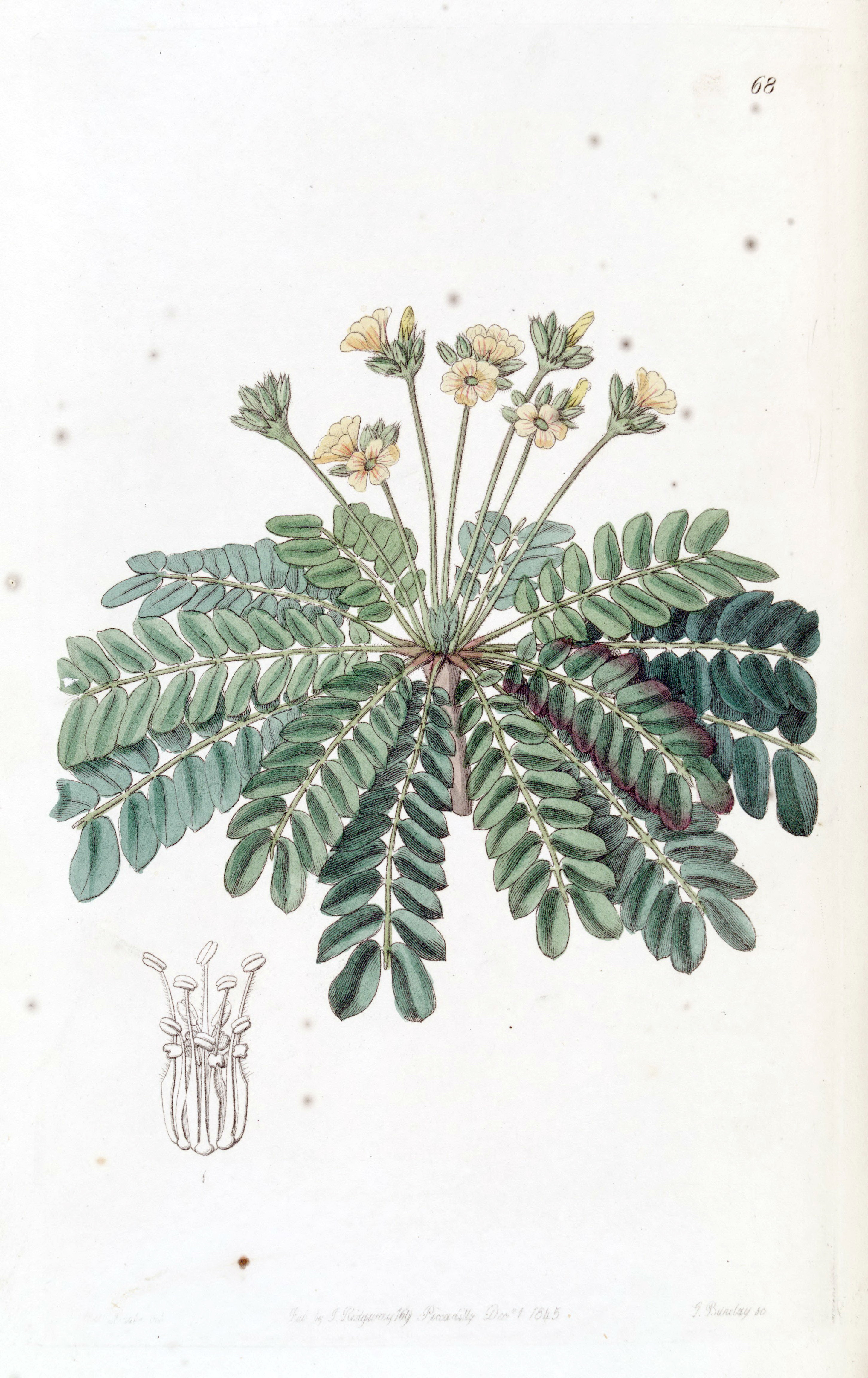
Biophytum umbraculum
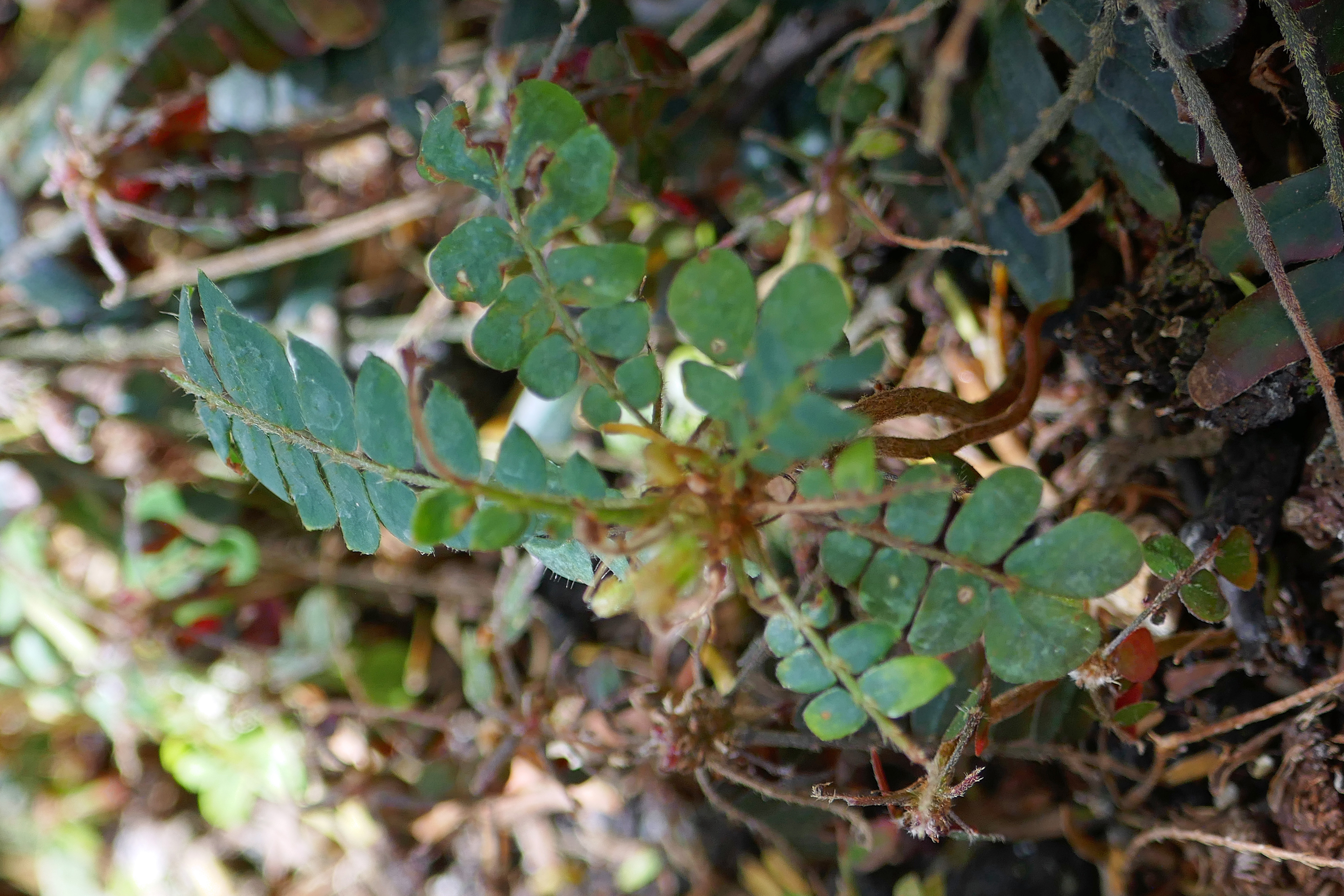
Biophytum zenkeri
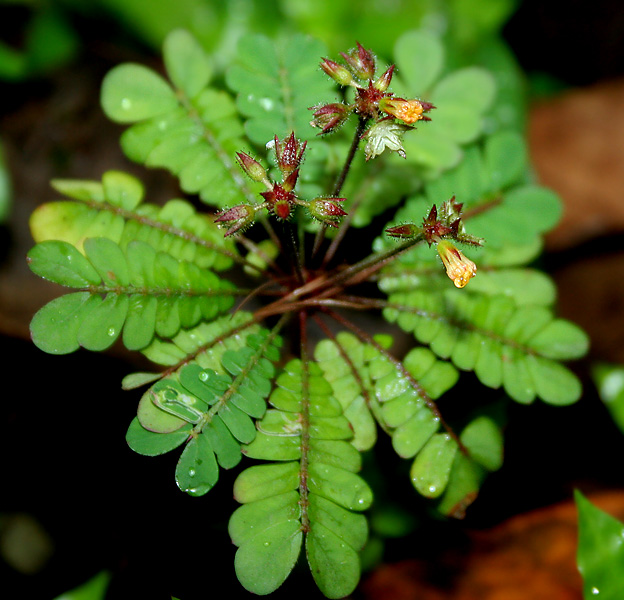
Biophytum reinwardtii ở Goa, Ấn Độ.